# 2672 км
2672 км — остановочный пункт (населённый пункт) в Любинском районе Омской области, входит в состав Камышловского сельского поселения.

## География
Населённый пункт находится на юго-западе центральной части Омской области, в лесостепной зоне, в пределах Ишимской равнины, при остановочном пункте 2672 км Западно-Сибирской железной дороги, на расстоянии 12 км к юго-востоку от рабочего посёлка Любинский, административного центра района.

### Часовой пояс
Остановочный пункт 2672 км, как и вся Омская область, находится в часовой зоне МСК+3. Смещение применяемого времени относительно UTC составляет +6:00.

## История
Основан в 1911 году. В 1928 году разъезд № 54 состоял из 9 хозяйств, основное население — русские. В административном отношении находился в составе Фёдоровского сельсовета Любинского района Омского округа Сибирского края. Позже в состав населённого пункта вошёл близлежащий немецкий хутор Ульрих.

## Население
| 2010 |
| ---- |
| 77   |

Гендерный состав
По данным Всероссийской переписи населения 2010 года, в гендерной структуре населения из 77 человек мужчин — 32, женщин — 45	(41,6 и 58,4 % соответственно).
Национальный состав
Согласно результатам переписи 2002 года, в национальной структуре населения русские составляли 80 % из 88 чел

## Улицы
В населённом пункте имеется одна улица — Центральная.

## Инфраструктура
Путевое хозяйство Западно-Сибирской железной дороги.